# Bunuri mobile din domeniul artă decorativă clasate în patrimoniul cultural național al României aflate în județul Mureș
Acestă listă conține bunurile mobile din domeniul artă decorativă clasate în Patrimoniul cultural național al României aflate la momentul clasării în județul Mureș.

## Tezaur
| Foto | Informații generale            | Detalii tehnice                                                                                            | Descriere | Deținător                    | Legături |
| ---- | ------------------------------ | --- | --- | ---------------------------- | -------- |
|      | Dulap Autor: Bartholomeo Avner | Datare: 1622 Școală: Atelier transilvănean Material: lemn de brad; fier; forjare; sculptat; pictat tempera | Dulap masiv din lemn de brad, cu două uși și două compartimente interioare pe înălțime. Ușile prezintă sculptură în relief cu motive vegetale (frunze și vrejuri care se termină în volute), pictate policrom în tempera (albastru, verde, galben, alb, brun). Ușile sunt încadrate de un chenar pictat cu aceleași motive decorative. Pe interior, ușile prezintă un decor care sugerează solzii de pește, pictat în aceeași tehnică, cu culori verde, alb, galben, albastru, roșu. Pe interior, în centrul ușii din stânga, înscrisă într-un medalion, se află inscripția: „Spes /mea Christ./ Bartolome./ Avner”, iar pe ușa dreaptă: „1622”. Tăbliile ușilor sunt îmbinate și susținute între ele de două pene transversale, fixate într-un canal decupat. Balamalele din fier forjat au terminațiile înspre exteriorul ușii, sub formă de vârf de lance. Broasca are prevăzut un sistem de închidere semiautomat prin împingere și deschidere doar prin descuiere. Este prevăzută cu o lamelă arcuită la dispozitivul de închidere. Compartimentele interioare sunt prevăzute pe margini cu două șipci verticale utilizate pentru rafturi. Fațetele laterale sunt casetate în două compartimente: în partea inferioară întâlnim un decor pictat pe un fond albastru și care reprezintă un buchet floral într-un vas renascentist, pictat în culori: galben, alb, gri pe fond intern gălbui. Caseta din partea superioară prezintă decor floral pictat policrom. Casetele laterale sunt fixate de rama dulapului prin cuie de lemn, și se termină pe părțile verticale cu un motiv sculptat fusiform. | Muzeul Județean Mureș, Târgu | Cimec    |
|      | Pahar Autor: Johann Wagner     | Datare: sf. sec. XVII Școală: Atelier augsburghez Material: argint aurit; ciocănit; gravat                 | Pahar cilindric, ușor evazat spre gură, decorat cu câte o linie gravată sub gură și peste talpă. Peretele neted al paharului este decorat cu blazoanele heraldice ale comanditarilor: într-un medalion simplu, sub o coroană, marcat cu ghirlande de frunze de acant apar blazoanele familiei Bethlen și familiei Rhédei, înconjurate de inscripția BETHLEN COMES NICOLAUS și IULIA REDEI COMITINA. Buza, elementele decorative și interiorul paharului sunt aurite. Pe talpa paharului, lângă stema orașului Augsburg și a meșterului Johann Wagner (activ între 1677-1724) apare și numărul de serie (3), paharul fiind al treilea dintr-o garnitură de pahare, alcătuită probabil din 12 piese. | Muzeul Județean Mureș, Târgu | Cimec    |